# Pseudoliparis belyaevi
Pseudoliparis belyaevi är en fiskart som beskrevs av Anatoly Petrovich Andriashev och Pitruk, 1993. Pseudoliparis belyaevi ingår i släktet Pseudoliparis och familjen Liparidae. Inga underarter finns listade i Catalogue of Life.